# Région métropolitaine de Stuttgart

Logo régional.

La Région métropolitaine de Stuttgart est une région métropolitaine en Allemagne, composée des agglomérations urbaines de Stuttgart, Heilbronn, Tübingen et Reutlingen.
La population de la région métropolitaine de Stuttgart est d'environ 5 300 000 d'habitants, soit une densité de 343 habitants au km². Elle est l'une des plus grandes régions d'Allemagne. Cette zone régionale couvre une superficie de 15 000 km² environ.

## Principales villes

Région métropolitaine de Stuttgart.

| Stuttgart                | 600 000 habitants |
| Esslingen am Neckar      | 92 000 habitants  |
| Ludwigsburg              | 87 000 habitants  |
| Sindelfingen             | 61 000 habitants  |
| Göppingen                | 58 000 habitants  |
| Waiblingen               | 53 000 habitants  |
| Böblingen                | 46 000 habitants  |
| Leonberg                 | 45 000 habitants  |
| Nürtingen                | 43 000 habitants  |
| Fellbach                 | 43 000 habitants  |
| Filderstadt              | 43 000 habitants  |
| Bietigheim-Bissingen     | 42 000 habitants  |
| Kirchheim unter Teck     | 40 000 habitants  |
| Schorndorf               | 39 000 habitants  |
| Leinfelden-Echterdingen  | 36 000 habitants  |
| Backnang                 | 35 000 habitants  |
| Ostfildern               | 33 000 habitants  |
| Herrenberg               | 31 000 habitants  |
| Kornwestheim             | 30 000 habitants  |
| Vaihingen an der Enz     | 28 000 habitants  |
| Geislingen an der Steige | 27 000 habitants  |
| Winnenden                | 27 000 habitants  |
| Weinstadt                | 26 000 habitants  |
| Ditzingen                | 24 000 habitants  |
| Remseck am Neckar        | 22 000 habitants  |
| Eislingen/Fils           | 20 000 habitants  |